# Andrea Cuneo
Andrea Cuneo (Chiavari, 1974) è un fumettista, disegnatore e grafico italiano.

## Biografia
Andrea Cuneo si forma artisticamente nell'Accademia ligustica di belle arti e alla Scuola Chiavarese del Fumetto sotto la guida di Enrico Bertozzi e Renzo Calegari, dove diventa docente nel 2004. Collabora inizialmente come disegnatore con la Zero Press, per la quale illustra due albi oltre ad alcune copertine e con Il Giornalino per alcune storie brevi in cui lavora in coppia col suo maestro Renzo Calegari.
Lavora come grafico per più di dieci anni per aziende come GMMEntertainment e Artematica nell'ambito dei videogiochi e Rainbow nell'animazione. Fra i lavori più rappresentativi di questo periodo si segnalano la concept art del videogioco Zero comico che vede protagonisti Aldo, Giovanni e Giacomo, il concept design della serie animata Huntik - Secrets & Seekers e di molti videogiochi tratti da fumetti (Martin Mystère - Operazione Dorian Gray, Diabolik: The Original Sin, Julia: Innocent Eyes). Nello stesso periodo cura i disegni del sesto volume di Caravan di Michele Medda, pubblicato dalla Sergio Bonelli Editore e quelli di alcune tavole del numero extra de L'insonne edito da Free Books.
Andrea torna a dedicarsi completamente al fumetto a partire dal 2011, anno in cui coadiuva Giuseppe Di Bernardo alle matite per due albi di Diabolik. Dopodiché ricomincia a lavorare con Il Giornalino dove per cinque anni disegna la serie All'ombra del campanile rosso su testi di Beppe Ramello. Nel 2013 esordisce su un fumetto americano, il 10° numero di Shadowman pubblicato per la Valiant Comics, in cui disegna le origini del title character, oltre a supportare (non accreditato) l'inchiostratore Stefano Gaudiano al ripasso a china di vari albi di Bloodshot.
Nel 2015 avviene il suo ingresso nel mercato francese con la Soleil Productions, per cui sostituisce ai disegni Pino Rinaldi nel secondo albo della serie a fumetti scritta da Gihef e basata sul personaggio di OSS 117 di Jean Bruce, una sorta di James Bond francese, peraltro creato prima del personaggio di Ian Fleming.  Nel 2016 disegna il numero 0 di The Professor, esordio nel mondo dei fumetti per la storica casa editrice Erredi Grafiche Editoriali, ideato da Andrea Corbetta, per cui assume anche il ruolo di supervisore artistico.
Sempre per Soleil Productions nel 2017 esce con i disegni di Andrea il 7° volume della serie Les Maîtres Inquisiteurs, scritto da Sylvain Cordurié. Per la stessa serie curerá anche i disegni dei volumi 12, 15 e 18. Dopo la conclusione della serie principale, realizza i layout interni del volume 2 per la serie correlata Les Maîtres Assassins.
Nel 2021 torna a lavorare con Bonelli per il volume 269 ("L'Artista") di Julia - Le avventure di una criminologa su testi di Giancarlo Berardi, personaggio di cui peraltro aveva già curato il design nel videogioco Julia: Innocent Eyes.
Sempre nel 2021 realizza i disegni per il 7° albo della serie Mages di Soleil Productions su testi di Nicolas Jarry, pubblicato da Editoriale Cosmo nel 2022. Dopo quest'ingresso nel franchise di "Les Terres d'Arran", realizza in seguito i layout per gli interni di Elfes vol. 34 e Mages vol. 9.
Ancora per Soleil Productions supporta la produzione e cura i layout delle copertine della serie "Vampyria Inquisituion", scritta da Victor Dixen e disegnata da Eder Messias

## Opere
- (IT)  Stefano Nocilli (testi), Andrea Cuneo (disegni); La notte degli orti viventi, in Dilan Bob, Zero Press, 1995.[8].
- (IT)  Stefano Nocilli (testi), Andrea Cuneo (disegni); La leggenda della parodia oscura, in Papman, Zero Press, 1997.
- (IT)  Giuseppe Di Bernardo e Pierfrancesco Prosperi (testi), Daniele Statella, Andrea Cuneo e Jacopo Brandi (disegni); Insonnia fatale, in L'insonne extra, Free Books, 2006.
- (IT)  Michele Medda (testi), Andrea Cuneo (disegni); America, America, in Caravan vol. 6, Sergio Bonelli Editore, 2009, ISBN 978-88-6961-020-2.
- (IT)  Diego Cajelli (testi), Andrea Cuneo (disegni); Una maschera per Ginko, in Diabolik vol. 774, Astorina, 2010.
- (IT)  Andrea Pasini (testi), Giuseppe Di Bernardo e Andrea Cuneo (disegni); La congiura dei traditori, in Diabolik vol. 780, Astorina, 2011.
- (IT)  Ignazio Staffi (testi), Andrea Cuneo (disegni); I tori di Pamplona, in Huntik vol. 16, Kappa Edizioni, 2011.
- (EN)  Justin Jordan, Jim Zub, Roberto De La Torre e Miguel Sepulveda (testi), Andrea Cuneo (disegni); Deadside Blues, in Shadowman vol. 3, Valiant Comics, New York, 2013, ISBN 978-1-939346-16-2; traduzione in italiano in Blues nella zona morta, in Shadowman n. 3, Star Comics, 2016, ISBN 978-8869206214.
- (IT)  Beppe Ramello (testi), Andrea Cuneo (disegni); All'ombra del campanile rosso, in Il Giornalino, Edizioni San Paolo, 2010-2015.
- (IT)  Alberto Conte (testi), Andrea Cuneo (disegni); I ragazzi di villa Emma, in Super G, Edizioni San Paolo, 2015.
- (FR)  Gihef (testi), Andrea Cuneo (disegni); Bon mezzé d'Athènes, in OSS 117 vol. 2, Soleil-Delcourt, Tolone, 2016, ISBN 978-2-302-05389-2.
- (IT)  Giancarlo Marzano. (testi), Andrea Cuneo (disegni); The Professor,  vol. 0, Erredi Grafiche Editoriali, 2016.
- (FR)  Sylvain Cordurié (testi), Andrea Cuneo (disegni); Orlias, in Les Maîtres Inquisiteurs vol. 7, Soleil-Delcourt, Tolone, 2017, ISBN 978-2-302-06379-2; traduzione in italiano in La nuova generazione, in I Maestri Inquisitori n. 4, Editoriale Cosmo, 2022, ISBN 978-8892973930.
- (FR)  Sylvain Cordurié (testi), Andrea Cuneo (disegni); De l'obscurantisme, in Les Maîtres Inquisiteurs vol. 12, Soleil-Delcourt, Tolone, 2019, ISBN 978-2-302-07543-6.
- (FR)  Sylvain Cordurié (testi), Andrea Cuneo (disegni); Lilo, in Les Maîtres Inquisiteurs vol. 15, Soleil-Delcourt, Tolone, 2021, ISBN 978-2-302-08933-4.
- (IT)  Giancarlo Berardi (testi), Andrea Cuneo (disegni); L'artista, in Julia - Le avventure di una criminologa vol. 269, Sergio Bonelli Editore, 2021. (in collaborazione con Enrico Massa e Tommaso Arzeno)
- (FR)  Nicolas Jarry (testi), Andrea Cuneo (disegni), Umberto Giampà (chine); Lilo, in Mages vol. 7, Soleil-Delcourt, Tolone, 2021, ISBN 978-2302094086; traduzione in italiano in Soliman/Belkiane, in Maghi, Editoriale Cosmo, 2022, ISBN 978-8892973381.
- (FR)  Sylvain Cordurié (testi), Andrea Cuneo (disegni); L'Île de la fin du monde, in Les Maîtres Inquisiteurs vol. 18, Soleil-Delcourt, Tolone, 2022, ISBN 978-2302091160.
- (FR)  Victor Dixen (testi), Eder Messias (copertina e interni), Andrea Cuneo (layout copertina, assistenza interni) (disegni); L'Inquisiteur et son Ombre, in Vampyria Inquisition vol. 1, Soleil-Delcourt, Tolone, 2022, ISBN 978-2302095380.
- (FR)  Jean-Luc Istin (testi), Giovanni Lorusso (matite e chine), Andrea Cuneo (layout interni) (disegni); La Voie des Zul-Kassaï, in Elfes vol. 34, Soleil-Delcourt, Tolone, 2022, ISBN 978-2302093812.
- (FR)  Sylvain Cordurié (testi), Salvatore Porcaro (matite e chine), Andrea Cuneo (layout interni) (disegni); Elyes, in Les Maîtres Assassins vol. 2, Soleil-Delcourt, Tolone, 2023, ISBN 978-2302094321.